# Cédric Villani
Cédric Patrice Thierry Villani (født 5. oktober 1973) er en fransk matematiker, der hovedsageligt arbejder med partielle differentialligninger, riemannsk geometri og matematisk fysik. Han modtog fieldsmedaljen i 2010, og han er institutleder på Université Pierre-et-Marie-Curies Institut Henri Poincaré.
Villani er også politiker. Han sidder i den franske nationalforsamling i underhuset i det franske parlament, hvor han repræsenterer Essonne 5. valgkreds for En Marche!, et politisk centrumparti, hvorfra den franske præsident efter Frankrigs parlamentsvalg 2017, Emmanuel Macron, også kommer.